# デンハム・ブラウン
デンハム・ブラウン（Denham Brown）ことデンハム・W・ブラウン（Denham W. Brown、1983年1月6日 - ）は、カナダオンタリオ州トロントのプロバスケットボール選手。ポジションはシューティングガード、スモールフォワード。198cm、100kg。

## 来歴
コネチカット大学では2年次にチームはNCAAトーナメントに優勝した。4年次のNCAAトーナメントでは、ジョージメイソン大学との試合でブザービーターを決めてオーバータイムに持ち込んだが、決勝3ポイントシュートを外し、チームは84-86で敗れた。
バスケットボールカナダ代表として2003年のバスケットボールアメリカ選手権予選に出場、先発出場はなかったものの10試合で平均20分出場し、12.4得点、4.2リバウンド、1.0アシストをあげた。2004年には4か国トーナメントに出場、平均23.3分に出場し、13.8得点、5.3リバウンド、1.3アシストをあげた。2005年も代表でプレーしたが、2006年はNBAに挑戦するため、代表ではプレーしなかった。2007年バスケットボールアメリカ選手権でもプレーしている。
2006年のNBAドラフト2巡40位でシアトル・スーパーソニックスに指名された。プレシーズンゲーム2試合で8得点、5リバウンドの成績を残した後、10月26日にソニックスからウェイバーされた。NBAデベロップメントリーグドラフト1巡8位でタルサ・シックスティシクサーズから指名された。2006-2007シーズン終盤にタルサを退団、トルコリーグのガラタサライでプレーした。タルサでは平均19得点をあげた。
2007-2008シーズンは、セリエAのパラカネストロ・カントゥでプレーした。
2008年11月7日、NBAデベロップメントリーグドラフト1巡9位でユタ・フラッシュから指名された。2008-2009シーズンは、ダコタ・ウィザーズでプレーすることとなった。同年12月19日、負傷のためウェイバーされた。2009年3月4日、Dリーグのアイオワ・エナジーと契約した。
2010年6月には、フィリピンプロバスケットボールリーグのチームで3週間プレーした。
2011年10月11日、NBLカナダのオシャワ・パワーと契約した。